# سنتر سیتی (مینه‌سوتا)
سنتر سیتی، مینه‌سوتا (به انگلیسی: Center City, Minnesota) یک شهر در ایالات متحده آمریکا است که در مینه‌سوتا واقع شده‌است.

## خصوصیات
سنتر سیتی ۱٫۵۸ کیلومترمربع مساحت و ۶۲۸ نفر جمعیت دارد و ۲۸۳ متر بالاتر از سطح دریا واقع شده‌است.